# SM U-9 (1910)
SM U-9 − niemiecki okręt podwodny (U-Boot) z okresu I wojny światowej.
Okręt podwodny U-9 został zamówiony przez Kaiserliche Marine w Stoczni Cesarskiej w Gdańsku w 1908 roku, jako jedna z czterech jednostek typu U-9. Wodowanie odbyło się 22 lutego 1910 roku, zaś podniesienie bandery wojennej 18 kwietnia tegoż roku. Okręty typu U-9, wraz z czterema podobnymi, należącymi do typu U-5, tworzyły pierwszy trzon powstających sił podwodnych Cesarskiej Marynarki Wojennej.
W sierpniu 1914 roku dowódcą okrętu został Kapitänleutnant Otto Weddigen. Pod jego komendą załoga U-9 wsławiła się zatopieniem trzech brytyjskich krążowników pancernych 22 września 1914 roku. Za ten wyczyn okręt i jego dowódca zostali odznaczeni Krzyżami Żelaznymi przez cesarza Wilhelma II. 15 października 1914 roku, podczas kolejnego patrolu, U-9 zatopił krążownik pancernopokładowy HMS "Hawke", co przyniosło Ottonowi Weddigenowi odznaczenie orderem Pour le Mérite.
Pod komendą następnego dowódcy, Kapitänleutnanta Johannesa Spießa, U-9 odnosił sukcesy w ciągu kolejnych patroli na Morzu Północnym i Bałtyku w 1915 roku, by od kwietnia 1916 roku zostać, jako przestarzały, przesunięty do zadań treningowych. Po rozejmie w Compiègne został poddany aliantom. Przeznaczony do złomowania, został rozebrany w Morecambe w 1919 roku.

## Opis techniczny
SM U-9 miał kadłub o długości całkowitej 57,4 m, szerokości 6 m i zanurzeniu w położeniu nawodnym 3,1 m. Napęd podczas pływania na powierzchni zapewniały cztery silniki gaźnikowe Körtinga, napędzane naftą, dwa o mocy 350 i dwa 250 KM (łącznie 1200 KM), zaś w zanurzeniu dwa silniki elektryczne o mocy po 580 KM. Prędkość maksymalna w położeniu nawodnym wynosiła 14,2 węzła, w zanurzeniu 8,1 węzła. Zapas 52 ton paliwa pozwalał przepłynąć 3250 mil morskich przy prędkości ekonomicznej 9 węzłów lub 1800 mil morskich przy prędkości maksymalnej. W zanurzeniu okręt miał zasięg 80 mil morskich przy prędkości 5 węzłów.
Uzbrojenie U-9 stanowiły cztery wyrzutnie torpedowe kalibru 450 mm, umieszczone po dwie w części dziobowej i na rufie. Okręt przenosił również dwie torpedy zapasowe dla wyrzutni dziobowych.